# Buada (okręg wyborczy)
Buada jest jednym z ośmiu okręgów wyborczych Nauru. Swoim zasięgiem obejmuje dystrykt Buada. Z tego okręgu wybiera się 2 członków parlamentu. Jako jedyny okręg nie ma dostępu do morza.
Obecnymi reprezentantami Buady (po wyborach z roku 2013) w Parlamencie Nauru są Roland Kun i Shadlog Bernicke. W przeszłości, okręg ten reprezentowali m.in.:
- Lyn Adam[3],
- Austin Bernicke (wcześniej reprezentował okręg Ubenide)[4],
- Totouwa Depaune[5],
- Vinson Detenamo[3],
- Ruben Kun[6].